# Jean Dalmain
Jean Dalmain (né Gironnay le 25 juin 1915 à Paris, et mort le 28 mars 2010 à Montréal) est un acteur et metteur en scène québécois d'origine française.

## Biographie
Admis au Conservatoire national supérieur d'art dramatique en 1934, il étudie le jeu auprès de l'acteur Louis Jouvet. Dalmain est intégré au sein de la troupe de Jouvet, dont il devient très proche, et se produit au Théâtre de l'Athénée. Diplômé du conservatoire en 1945, il est l'assistant de Jouvet de 1945 à 1950; il l'aide à faire travailler les jeunes comédiens de la troupe. 
En 1952, Jean Dalmain séjourne une première fois au Québec à la demande de l'acteur québécois Jean Gascon, dont il a fait la connaissance en France. Au cours de cette période, Dalmain est très engagé dans le milieu théâtral québécois naissant. Il participe à la fondation du Théâtre du Nouveau Monde et dirige l'école qui lui est alors rattachée. 
Entre 1952 et la fin des années 1990, le public québécois le voit dans de nombreuses pièces du répertoire classique. 
Entre 1979 et 2006, il est aussi professeur d'interprétation en théâtre classique à l'École de Théâtre du CÉGEP de Saint-Hyacinthe. Il y donne des cours de théâtre particuliers à de jeunes comédiens. 
Il meurt le 28 mars 2010 .
Jean Dalmain a été le mari et complice professionnel de la chanteuse et comédienne  Monique Leyrac pendant 25 ans,. Il a laissé dans le deuil sa compagne Michèle Belzil, sa fille Sophie Gironnay, son beau-fils Alain Laforest, son petit-fils Renaud Salmon et, son épouse, Émilie Graves.

## Filmographie
- 1956 : En votre âme et conscience, épisode : La Mort de Monsieur de Marcellange de  Claude Barma
- 1957 : En votre âme et conscience, épisode : L'Affaire Houet de  Claude Barma
- 1957 : Madame Maxence a disparu de Bernard Hecht (téléfilm)
- 1958 : En votre âme et conscience :  Le procès du docteur Castaing de Claude Barma
- 1960 : Sous le signe du lion de Jean-Pierre Sénécal (série télévisée) - Dr Randeau
- 1961 : La Cerisaie de Jean-Paul Fugère (TV) -
- 1962 : La Balsamine de Louis Bédard (série télévisée) - François Thibault
- 1962 : Comme tu me veux -
- 1964 : Le carrefour de la prostitution (L'Amour à la chaine) de Claude de Givray - Le père de Catherine
- 1964 : Les Cinq Dernières Minutes : 45 tours… et puis s'en vont de Bernard Hecht : André Poujol
- 1969 : Les Chevaliers du ciel de François Villiers (série télévisée)
- 1970 : The Act of the Heart de Paul Almond - Party
- 1971 : Mesure pour mesure de William Shakespeare, réalisation Marcel Bluwal
- 1973 : L'Éloignement de Jean-Pierre Desagnat (série télévisée) - Küss
- 1973 : Les nouvelles aventures de Vidocq de Marcel Bluwal (série télévisée)
- 1976 : Du tac au tac de Lise Chayer (série télévisée)
- 1978 : Violette Nozière de Claude Chabrol - Émile
- 1980 : Girls de Just Jaeckin - Paul Tarquier
- 1980 : L'École des femmes de Molière - Arnolphe.  Production de Radio-Canada.
- 1984 : Un amour de quartier de Robert Ménard (série télévisée) - Désiré St-Amand
- 1994 : Le Vent du Wyoming d'André Forcier - Le présentateur du colloque
- 2001 : Si la tendance se maintient de Jean Bourbonnais (série télévisée) - Paul-Émile Lapointe

## Théâtre
- 1945 : L'assassinat de la voyante Faustina de Jacques Aeschlimann, mise en ondes Marcel Merminod, Radio-Lausanne
- 1945 : La Folle de Chaillot de Jean Giraudoux, mise en scène Louis Jouvet, Théâtre de l'Athénée
- 1946 : L'Annonce faite à Marie de Paul Claudel, mise en scène, Louis Jouvet, Théâtre de l'Athénée
- 1947 : L'Apollon de Marsac de Jean Giraudoux, mise en scène Louis Jouvet, Théâtre de l'Athénée
- 1953 : Le Songe d'une nuit d'été de William Shakespeare, mise en scène Michel Saint-Denis, Comédie de l'Est
- 1953 : On ne badine pas avec l'amour d'Alfred de Musset, mise en scène Michel Saint-Denis, Comédie de l'Est
- 1955 : Gaspar Diaz de Dominique Vincent, mise en scène Claude Régy,    Théâtre Hébertot